# Josef Wieczorek
Josef Wieczorek (* 6. Februar 1852 in Rogasen; † 31. Oktober 1899 in Berlin) war ein deutscher Architekt und preußischer Baubeamter.

## Leben
Josef Wieczorek war der Sohn des Landwirts Adalbert Wieczorek in Rogasen († 1889) und dessen Ehefrau Josepha Wieczorek geb. Dzierzkiewicz. Nach dem Studium des Baufachs und bestandener Bauführerprüfung (erstes Staatsexamen) begann er 1877 den Vorbereitungsdienst und wurde anschließend nach bestandener Baumeisterprüfung (zweites Staatsexamen) 1883 zum Regierungsbaumeister (Assessor in der öffentlichen Bauverwaltung) ernannt. 1890 folgte seine Beförderung zum Garnisonbauinspektor. Er war als technischer Hilfsarbeiter in der Bauabteilung des preußischen Kriegsministeriums tätig.
Unter seiner Leitung, zusammen mit dem vortragenden Rat Friedrich Bernhardt, wurde von 1893 bis 1895 das Dienstgebäude für die Königlich Preußische Artillerieprüfungskommission an der Kaiserallee (heute Bundesallee 216–219) im heutigen Berliner Ortsteil Wilmersdorf errichtet.

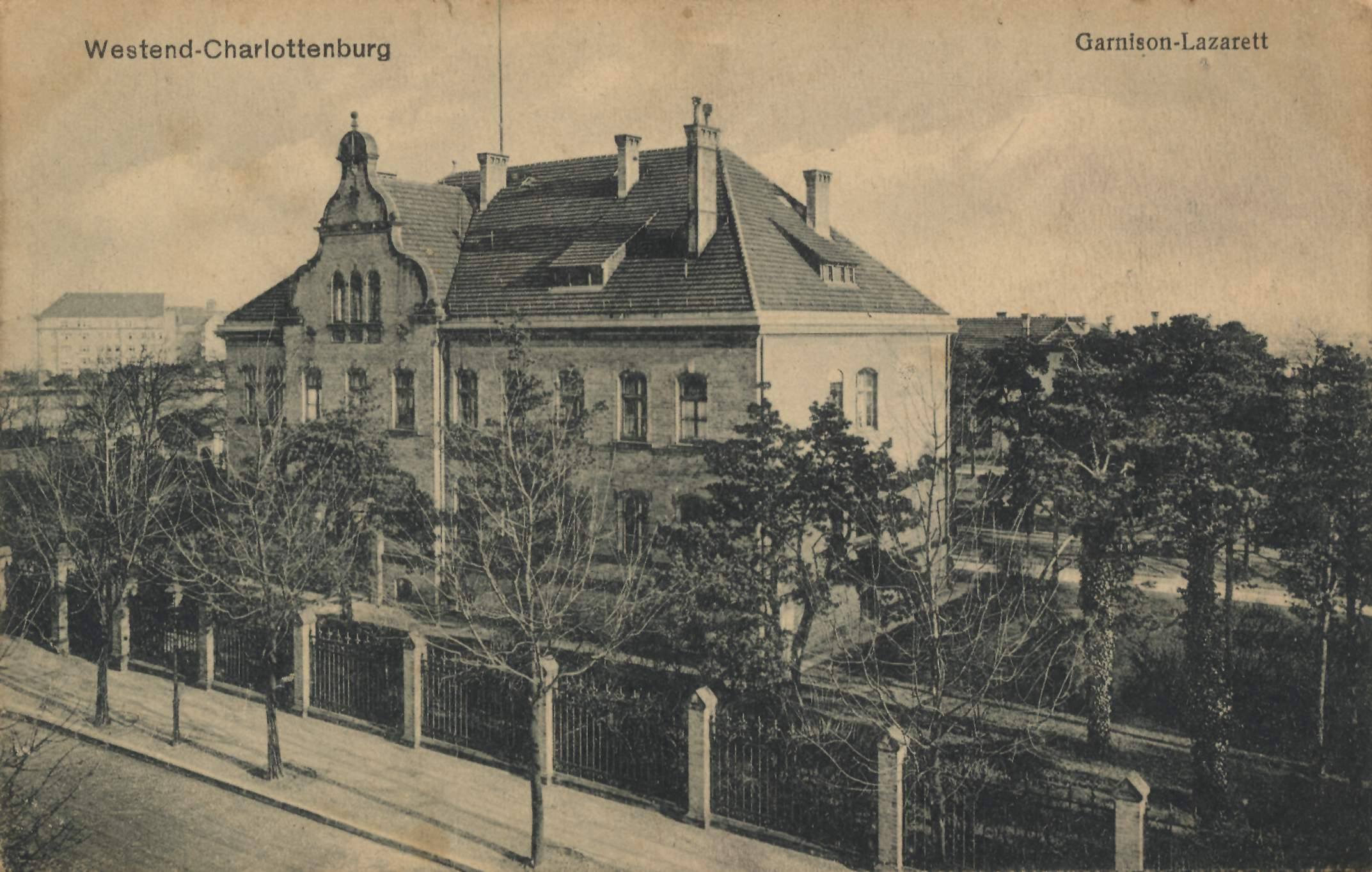
Garnison-Lazarett um 1900, später St.-Hildegard-Krankenhaus

Von 1893 bis 1896 wurde nach seinen Entwürfen die Kaserne für das Königin Elisabeth Garde-Grenadier-Regiment Nr. 3 im zu Charlottenburg gehörenden Westend errichtet. Für den Bau des Garnison-Lazaretts (1926–1998 St.-Hildegard-Krankenhaus) erstellte er zusammen mit Georg Pauly die Entwürfe und leitete von 1898 bis zu seinem Tod die Bauausführung.
Zur selben Zeit erstellte er zusammen mit Julius Boethke die Entwürfe für den Neubau der Kasernen für das Kaiser-Alexander-Garde-Grenadier-Regiment Nr. 1 in Berlin-Mitte, Am Kupfergraben, und übernahm bis zu seinem Tod die Bauleitung. Für den Neubau der Kasernen für das Kaiser-Alexander-Garde-Grenadier-Regiment in Berlin, Alexanderstraße 56, erstellte er zusammen mit Oskar Wutsdorff die Entwürfe, erlebte aber durch seinen frühen Tod den Baubeginn nicht mehr.
1896 wurde ihm der Charakter eines Baurats verliehen.

## Ehrungen
1895 wurde er mit dem preußischen Roten Adlerorden IV. Klasse ausgezeichnet.